# 多斑列齒蛇鰻
多斑列齒蛇鰻（学名：Xyrias multiserialis）為輻鰭魚綱鰻鱺目糯鰻亞目蛇鰻科的其中一種，分布於西印度洋的亞丁灣海域，棲息深度11-322公尺，體長可達62.5公分，棲息在沙泥底質海域，為底棲性魚類，屬肉食性，生活習性不明。